# Uromyces bidentis
Uromyces bidentis ist eine Ständerpilzart aus der Ordnung der Rostpilze (Pucciniales). Der Pilz ist ein Endoparasit von Zweizähnen. Symptome des Befalls durch die Art sind Rostflecken und Pusteln auf den Blattoberflächen der Wirtspflanzen. Sie ist im tropischen und subtropischen Amerika verbreitet.

## Merkmale

### Makroskopische Merkmale
Uromyces bidentis ist mit bloßem Auge nur anhand der auf der Oberfläche des Wirtes hervortretenden Sporenlager zu erkennen. Sie wachsen in Nestern, die als gelbliche bis braune Flecken und Pusteln auf den Blattoberflächen erscheinen.

### Mikroskopische Merkmale
Das Myzel von Uromyces bidentis wächst wie bei allen Uromyces-Arten interzellulär und bildet Saugfäden, die in das Speichergewebe des Wirtes wachsen. Die Spermogonien und Aecien der Art sind unbekannt. Gleiches gilt für ihre Uredien, möglicherweise werden sie nicht ausgebildet. Die unterseitig auf den Oberflächen der Wirtsblätter wachsenden Telien der Art sind dunkel zimtbraun, dicht gruppiert, kompakt und unbedeckt. Die hell zimt- bis goldbraunen Teliosporen sind einzellig, in der Regel ellipsoid, warzig und meist 32–40 × 17–20 µm groß. Ihre Stiele sind bräunlich und bis zu 65 µm lang.

## Verbreitung
Das bekannte Verbreitungsgebiet von Uromyces bidentis reicht von Südamerika bis nach Florida.

## Ökologie
Die Wirtspflanzen von Uromyces bidentis sind verschiedene Zweizähne (Bidens spp.). Der Pilz ernährt sich von den im Speichergewebe der Pflanzen vorhandenen Nährstoffen, seine Sporenlager brechen später durch die Blattoberfläche und setzen Sporen frei. Die Art durchläuft einen wahrscheinlich mikrozyklischen Entwicklungszyklus, von dem bisher nur die Telien sowie deren Wirt bekannt sind. Ob sie einen Wirtswechsel vollzieht, lässt sich daher nicht sagen.